# Alfredo Cuello Dávila
Alfredo Cuello Dávila (Valledupar, siglo XX) es un agricultor, ganadero y político colombiano.
Fue alcalde de Valledupar y representante a la Cámara por el departamento del Cesar.

## Familia
Alfredo Cuello Dávila es hijo del dirigente conservador Manuel Germán Cuello Gutiérrez y Rosita Dávila.
Cuello Dávila contrajo matrimonio con Marta Dolores Baute Uhía. Sus hijos son el ex-superintendente de Notariado y Registro Manuel Guillermo Cuello Baute, el congresista Alfredo Cuello Baute, el odontólogo Manuel Germán Cuello Baute, Rosa María Cuello Baute y el abogado Daniel Cuello Baute.
Entre sus nietos se encuentran Manuel Cuello Castro y Pablo Castillo Cuello, ambos abogados formados en la Pontificia Universidad Javeriana.
Su hermana María Cecilia Cuello Dávila está casada con el exalcalde de Valledupar, Rodolfo Campo Soto. Su hermana Gloria Cuello Dávila contrajo matrimonio con el exgobernador del Cesar, Armando Maestre Pavajeau.

## Trayectoria

### Secretario de Agricultura y Ganadería
Entre 1981 y 1982, Cuello Dávila fue Secretario de Agricultura y Ganadería Departamental del Cesar, nombrado por el entonces gobernador, Jorge Dangond Daza.

### Alcalde de Valledupar (1982-1983)
Cuello Dávila fue nombrado alcalde de la ciudad de Valledupar entre octubre de 1982 y agosto de 1983. Cuello Dávila reemplazó en el cargo a la primera alcaldesa de Valledupar, María Clara Quintero. Fue reemplazado en el cargo por Afranio Restrepo Cordova.

### Representante a la Cámara
Cuello Dávila fue represente a la Cámara en varias ocasiones. Fue representante a la Cámara entre los años 1986 y 2002.
El cantante Jorge Oñate fue su segundo renglón.
Cuello Dávila contribuyó en los siguientes proyectos legislativos: 
- PROYECTO DE ACTO LEGISLATIVO 09 DE 2000 SENADO por el cual se reforma el artículo 131 de la Constitución Política de Colombia.[10]

#### Nexos con el paramilitarismo
El nombre de Alfredo Cuello apareció en un listado de un proyecto de las Autodefensas Unidas de Colombia (AUC) llamado “Bosconia”, supuestamente creado para la construcción de un frigorífico, pero realmente iba a ser usado para aportar financiación a los paramilitares.
La investigación no dio frutos, lo que demostró que Cuello Dávila no tuvo vínculo alguno con grupos paramilitares. 
Sus hijos, el congresista Alfredo Cuello Baute y el entonces Superintendente de Notariado Manuel Guillermo Cuello Baute, también fueron investigados por nexos con paramilitares de las AUC.